# Lục Cảnh
Lục Cảnh (tiếng Trung: 陸景; bính âm: Lu Jing; 250 - 280), tự Sĩ Nhân (士仁), là tướng lĩnh Đông Ngô thời Tam Quốc trong lịch sử Trung Quốc.

## Cuộc đời
Lục Cảnh là cháu nội Lục Tốn, con trai thứ hai của Lục Kháng. Mẹ Cảnh là con gái của Trương Thừa, anh rể Gia Cát Khác. Năm 253, Gia Cát Khác bị tru di tam tộc, Lục Kháng bị ép bỏ vợ, do đó Cảnh từ nhỏ mồ côi mẹ, từ bà nội (con gái Tôn Sách) nuôi nấng. Lục Cảnh lớn lên, vì bà nội để tang ba năm, được người đương thời đánh giá cao về tài năng, đức hạnh, văn chương siêu quần, cùng em trai Lục Cơ, em họ Lục Diệp được xưng là Tam hổ.
Năm 264, Tôn Hạo đăng cơ, gả em gái cho Lục Cảnh, phong Cảnh làm Kỵ đô úy, tước Bì Lăng hầu.
Năm 274, Lục Kháng chết, Lục Yến tập tước Giang Lăng hầu. Tôn Hạo lại đem quân đội của Lục Kháng chia đều cho năm anh em Lục Yến, Lục Cảnh, Lục Huyền, Lục Cơ, Lục Vân quản lý.
Năm 280, quân Tây Tấn tiến công, tướng Tấn là Vương Tuấn xuôi dòng từ Ích châu đánh xuống, không gì cản nổi. Ngày 22 tháng 3,  Tì tướng quân, Di Đạo giám Lục Yến tử trận. Một ngày sau, thủy quân đô đốc Lục Cảnh tử trận.

## Tác phẩm
Lục Cảnh nổi tiếng với tài văn chương, được Trần Thọ đánh giá là táo thân hiếu học, có các tác phẩm Điển ngữ 10 cuốn, Điển ngữ biệt 2 cuốn, Lục Cảnh tập 1 cuốn. Tất cả các tác phẩm trên đều đã bị thất lạc, trừ Điển ngữ được lưu giữ lại một phần trong Quần thư trị yếu, sau lại được Nghiêm Khả Quân thu gom vào Toàn Tam quốc văn. Điển ngữ được các tác giả của Quần thư trị yếu đánh giá là một tác phẩm có giá trị tham khảo rất lớn, thể hiện nỗi ưu tư của tác giả trong bối cảnh quốc nội hủ bại, ngoại cường nhăm nhe, đề xuất tư tưởng sửa trị đất nước.

## Gia đình
Lục Cảnh có vợ là công chúa, em gái của Mạt đế Tôn Hạo. Mẹ của công chúa với mẹ của Cảnh là chị em ruột, nên Cảnh với vợ là con dì con dà. Các nguồn sử liệu còn lại không ghi chép gì về con cái của Cảnh. Chỉ biết rằng trong loạn Bát vương, hai em trai của Cảnh là Lục Cơ, Lục Vân bị sát hại, tru di tam tộc. Gia đình của Cảnh (nếu tồn tại) cũng bị liệt vào hạng phải tru di.

## Trong văn hóa
Trong tiểu thuyết Tam quốc diễn nghĩa, Lục Cảnh xuất hiện ở hồi 120. Khi quân Tấn tiến công, Lục Cảnh nhận lệnh dẫn quân theo đường sông chống cự. Quân Tấn do Đỗ Dự chỉ huy đánh tan quân Ngô, Lục Cảnh ở trên thuyền thấy khu vực bờ sông là biển lửa, cắm cờ xí quân Tấn. Cảnh sợ hãi, bỏ thuyền chạy trốn, bị Trương Thượng cưỡi ngựa đuổi theo chém giết.